# Cabo Hoskins
El Cabo Hoskins es un cabo localizado en la costa norte de Nueva Bretaña, en la provincia de Nueva Bretaña del Oeste. Se construyó durante la Segunda Guerra Mundial un aeródromo japonés, todavía hoy en funcionamiento. Se conocía también como "Gabubu" o "Gavuvu", y estaba defendido por fuego antiaéreo. Más tarde, cuando, los aliados conquistaron la zona, sirvió como base de partida para el avance en la Batalla de Open Bay.